# Шахан фул
Шахан фул, також фул — страва, поширена в Судані, Південному Судані, Сомалі, Ефіопії та інших частинах Африканського Рогу, яку зазвичай подають на сніданок.
Вважається, що фул походить із Судану.
Його готують шляхом повільного варіння квасолі фава у воді. Після того, як квасоля розм'якне, її товчуть до стану грубої кашки. Шахан фул часто подають із нарізаною зеленою цибулею, помідорами та гострим зеленим перцем, а також йогуртом, бринзою, оливковою олією, тесмі, бербере, лимонним соком, кмином та перцем чилі.
Зазвичай його їдять без використання посуду разом із хлібною булкою. Він популярний під час Рамадану та під час різних постів.
Страва схожа на фул медамес, популярну страву Єгипту.